# Râul Bălțatu, Muncelu
Râul Bălțatu este un curs de apă, afluent al râului Muncelu. 